# 劉之勃
劉之勃（1607年—1644年），原名劉之鳳，一作之渤，字安侯，號羽長，陝西凤翔县北乡刘家沟人，明朝末年政治人物，官至四川巡按御史。張獻忠破成都，劉之勃兵敗殉國。

## 生平
崇祯六年（1633年）癸酉科陕西鄉試舉人，崇祯七年（1634年）联捷甲戌科會試第一百九十四名，廷試三甲第一百四十六名進士，工部觀政，丁母憂歸，崇祯十年授行人司行人，十三年奉旨改名劉之勃（原名劉之鳳），十四年考选升四川道御史，巡视城墙工程，曾疏陈节财六议与东厂三弊，皆为思宗所纳。十五年，出按四川。流賊张献忠將入蜀。秦良玉向刘之勃請兵，之勃同意其计策，但无兵可发，向蜀王朱至澍借錢，蜀王又不理會。崇禎十七年（1644年），張獻忠陷成都，之勃与巡撫龍文光、建昌兵備副使劉士斗等分陴拒守，初九日黎明，張獻忠命人用炸藥炸樓，北樓陷，賊人入城。蜀王至澍及妃、夫人以下皆遇害。张献忠生擒刘之勃，由於刘是陕西人，贼军劝他投降。刘之勃大骂，张献忠在八月十五日将其凌遲（墓誌載与内江王钉門柱左右，亂箭射之，皆骂不绝口，又二日方卒，時八月十五日申時。），劉之勃臨死前道：“寧多剮我一刀，而少殺一百姓。”卒年三十八。南明弘光帝授之為四川巡撫，可是劉之勃已死，《明史》有傳。

## 家族
曾祖劉景明；祖劉世芳；父劉寵。母王氏。元配馮氏，封孺人。二子文燦、文煌。